# Església d'Escòcia

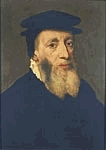
El 1559 John Knox, que tornà de la Ginebra calvinista, va ser un dels fundadors de l'Església d'Escòcia

L'Església d'Escòcia (en anglès: Church of Scotland, en gaèlic escocès: Eaglais na h-Alba), en llenguatge informal scots The Kirk, és una església cristiana presbiteriana formada per la Reforma escocesa.
L'església d'Escòcia té les seves arrels en el cristianisme medieval a Escòcia, però la seva identitat principal és amb la reforma religiosa de 1560. Actualment un 9% dels escocesos hi pertanyen i un 42% de la població s'hi sent identificada d'alguna manera, segons el cens britànic de 2001.
Aquesta església té uns 984 ministres en actiu, 1.179 congregacions i uns 464.000 membres oficialment.
No és una religió oficial d'Estat, al contrari que l'Església d'Anglaterra, que és l'oficial a Anglaterra, però té reconeguda pel Parlament britànic completa independència en matèria espiritual.
L'església escocesa té un gran paper en la promoció de l'educació, però no té escoles pròpies.

## Organització
En ser presbiteriana no té bisbes, però està governada pels ministres més vells (anomenats col·lectivament preveres). Cada congregació és liderada per una Kirk Session. L'organisme suprem és l'Assemblea General, que es reuneix cada maig a Edimburg.

## Història
El 1560 l'església escocesa trencà amb l'església catòlica romana i s'integrà en el procés de la reforma protestant liderat entre altres per John Knox. Es van adaptar als principis del calvinisme. Fins a 1572 els reis d'Escòcia (Jaume VI) no aprovaren els principis de l'església escocesa. El rei Jaume I d'Anglaterra no estava d'acord amb el presbiterianisme arribant a declarar "No bishop, no king" (Sense bibes no hi ha rei) i va reintroduir l'episcopat. Cap a la seva mort l'any 1625 l'església escocesa tenia bisbes i arquebisbes i l'Assemblea General només es reunia en el moment i lloc que la corona aprovava.
Carles I d'Anglaterra maldà per introduir la pràctica de l'Alta Església d'Anglaterra a Escòcia i va fer un llibre de pregàries el 1637 la introducció del qual va causar aldarulls a Escòcia. A Escòcia van esclatar en 1639 les Guerres episcopals entre Carles, que donava suport al sistema episcopal de govern per l'Església d'Escòcia i el desig de bona part de la noblesa escocesa de seguir un sistema presbiterià de govern fins que els escocesos van evacuar el nord d'Anglaterra després del Tractat de Londres l'agost de 1641, pel què Carles acceptava les decisions preses per l'Assemblea General de 1638 i pel Parlament escocès el 1641. Es va reintroduir l'episcopat a Escòcia després de la Restauració anglesa provocant un gran descontentament a Escòcia. De resultes de la Revolució Gloriosa el 1690 el presbiterianisme es va restaurar per llei. Excloent la que va passar a ser Església Episcopal Escocesa (Scottish Episcopal Church).
Hi va haver diverses secessions dins l'Església presbiteriana escocesa (1733 i 1843) i es va formar la Free Church of Scotland (1843-1900) arribant a tenir moltes denominacions presbiterianes.
El 1920 el Parlament britànic va reconèixer la plena independència de l'església presbiteriana escocesa i va permetre la unió amb la United Free Church of Scotland el 1929. Amb tot encara resten diferents denominacions presbiterianes independents.
Des de 1968, tots els ministeris i oficis s'han obert a ser exercits per dones. Com en altres esglésies hi ha diferents opinions de com s'ha d'abordar l'homosexualitat.